# Karl Wilhelm von Finckenstein

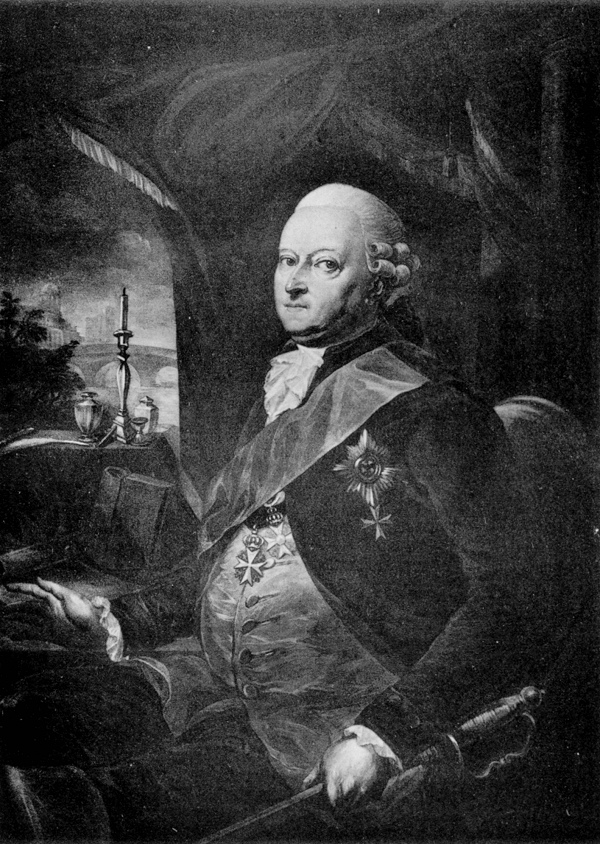
Greve Karl Wilhelm Finck von Finckenstein.

Karl Wilhelm Finck von Finckenstein, född 11 februari 1714, död 3 januari 1800, var en preussisk greve och diplomat.
von Finckenstein var Fredrik den stores barndomsvän och förtrogne. Han ingick 1735 i diplomattjänst och tjänstgjorde 1735-40 i Stockholm, 1740-42 i Köpenhamn, och ledsagade 1744 Lovisa Ulrika till Stockholm. 
År 1749 blev von Finckenstein preussisk kabinettsminister och ledde under sjuårskriget utrikesministeriet. von Finckenstein behöll ministerposten även under Fredrik Vilhelm II och Fredrik Vilhelm III.